# Eudocima
Eudocima is een geslacht van vlinders uit de familie van de Spinneruilen (Erebidae) en de onderfamilie Calpinae. De wetenschappelijke naam is gepubliceerd door Gustaf Johan Billberg in 1820.

## Soorten
- E. anguina (Schaus, 1911)
- E. apta (Walker, 1858)
- E. aurantia (Moore, 18771)
- E. bathyglypta (Prout, 1928)
- E. behouneki Zilli & Hogenes, 2002
- E. boseae (Saalmüller, 1880)
- E. caesar (C. Felder, 1861)
- E. cajeta (Cramer, 1775)
- E. cocalus (Cramer, 1777)
- E. collusoria (Cramer, 1777)
- E. colubra (Schaus, 1911)
- E. discrepans (Walker, 1858)
- E. dividens (Walker, 1858)
- E. divitiosa (Walker, 1869)
- E. euryzona (Hampson, 1926)
- E. felicia (Stoll, 1790)
- E. formosa (Griveaud & Viette, 1962)
- E. homaena (Hübner, 1823)
- E. hypermnestra (Stoll, 1780)
- E. imperator (Guérin-Méneville, 1832)
- E. iridescens (Lucas, 1894)
- E. jordani (Holland, 1900)
- E. kinabaluensis (Feige, 1976)
- E. kuehni (Pagenstecher, 1886)
- E. lequeuxi Brou & Zilli, 2016
- E. martini Zilli & Brou, 2017
- E. materna (Linnaeus, 1767)
- E. mazzeii Zilli & Hogenes, 2002
- E. memorans (Walker, 1858)
- E. mionopastea (Hampson, 1926)
- E. muscigera (Butler, 1882)
- E. nigricilia (Prout, 1924)
- E. oliveri Zilli & Brou, 2017
- E. okurai (Okano, 1964)
- E. paulii (Robinson, 1968)
- E. phalonia (Linnaeus, 1763)
- E. procus (Cramer, 1777)
- E. prolai Zilli & Hogenes, 2002
- E. salaminia (Cramer, 1777)
- E. serpentifera (Walker, 1858)
- E. sikhimensis (Butler, 1895)
- E. smaragdipicta (Walker, 1858)
- E. splendida (Yoshimoto, 1999)
- E. srivijayana (Bänziger, 1985)
- E. steppingstonia Brou, Klem, Zaspel & Zilli, 2017
- E. talboti (Prout, 1922)
- E. toddi (Zayas, 1965)
- E. talboti (Prout, 1922)
- E. treadawayi Zilli & Hogenes, 2002
- E. tyrannus (Guenée, 1852)